# 密毛白莲蒿
密毛白莲蒿（学名：Artemisia sacrorum var. messerschmidtiana）为菊科蒿属下的一个变种。